# Дрізд африканський
Дрізд африканський (Turdus pelios) — вид горобцеподібних птахів родини дроздових (Turdidae). Мешкає в Африці на південь від Сахари.

## Опис

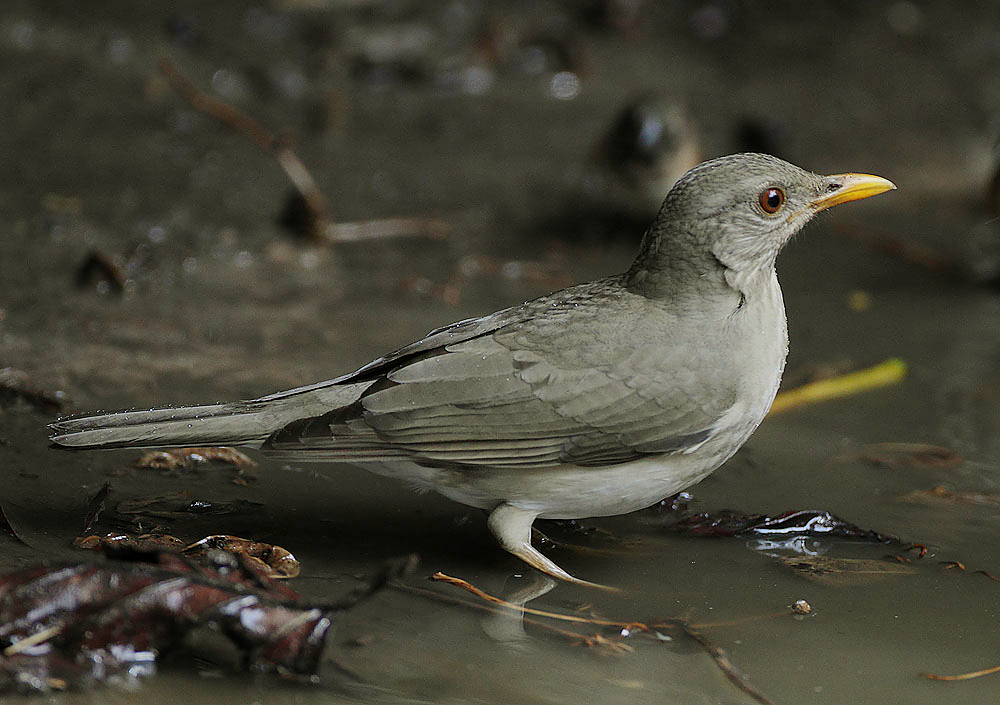
Африканський дрізд

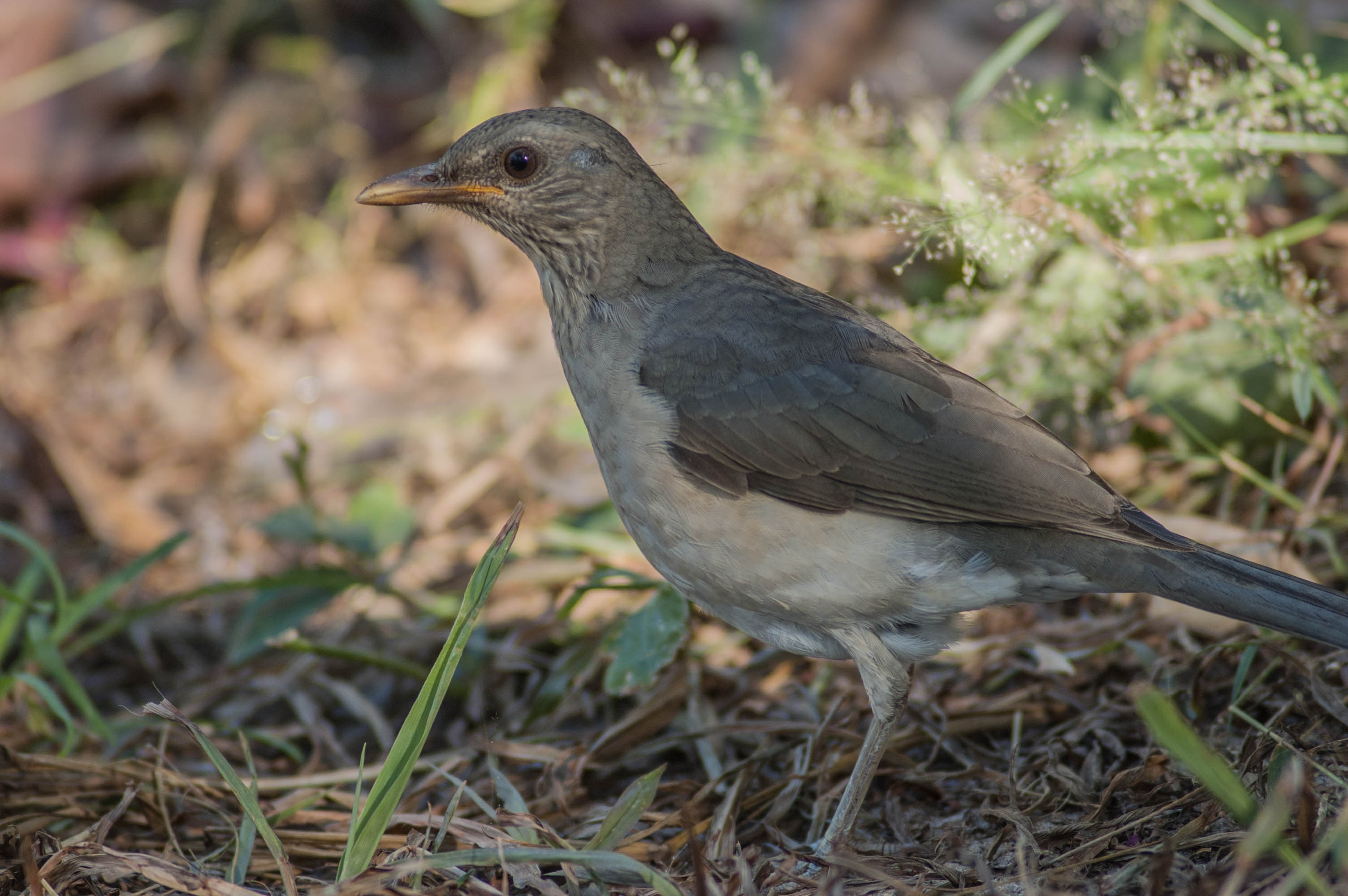
Африканський дрізд

Довжина птаха становить 21-25 см, вага 45-86 г. Верхня частина тіла темно-оливково-сіра. Горло білувате, поцятковане коричневими смужками, груди сірувато-коричневі, боки блідо-оранжеві, живіт і гузка білі. Дзьоб жовтувато-оранжевий, навколо очей темно-сірі кільця.

## Підвиди
Виділяють дев'ять підвидів:
- T. p. chiguancoides Seebohm, 1881 — від Сенегалу до північної Гани;
- T. p. saturatus Deignan, 1951 — від західної Гани до Камеруну, Республіки Конго і Габону;
- T. p. nigrilorum Deignan, 1951 — гора Камерун;
- T. p. poensis Deignan, 1951 — острів Біоко;
- T. p. pelios Deignan, 1951 — від східного Камеруну до Судану, Еритреї і східної Ефіопії;
- T. p. bocagei Deignan, 1951 — захід ДР Конго і Анголи;
- T. p. centralis Deignan, 1951 — від сходу Республіки Конго і півдня ЦАР до півдня Ефіопії, заходу Кенії і північного заходу Танзанії;
- T. p. graueri Deignan, 1951 — схід ДР Конго, Руанда, Бурунді і захід Танзанії;
- T. p. stormsi (Barbour, 1911) — південний схід ДР Конго, схід Анголи і північ Замбії.

## Поширення і екологія
Африканські дрозди поширені від Сенегалу до Ефіопії, Анголи і Замбії. Вони живуть в сухих і вологих рівнинних і гірських тропічних лісах, на узліссях і галявинах, в рідколіссях і саванах, в чагарникових заростях, на полях, пасовищах і плантаціях, в парках і садах. Зустрічаються поодинці або парами, на висоті до 3000 м над рівнем моря. Живляться ягодами і плодами, а також комахами та іншими безхребетними. Початок сезону розмноження різниться в залежності від регіону, зазвичай припадає на сезон дощів. Гніздо чашоподібне, робиться з рослинних волокон і глини, встелюється м'яким рослинним матеріалом, розміщується на дереві, на висоті до 10 м над землею. В кладці 2-3 яйця. Насиджують лише самиці, за пташенятами доглядають і самиці, і самці. За сезон може вилупитися два виводки.